# Valle di Braone
La Valle di Braone è una valle alpina del gruppo dell'Adamello, sussidiaria della Val Paghera a sua volta tributaria laterale della Val Camonica.
Il suo imbocco è a circa 970 metri di quota, in corrispondenza delle Case Bonden, mentre la sua testata è data dal Monte Frerone (2673 m s.l.m.).
È attraversata dal torrente Palobbia, che qui prende l'appellativo di Braone.
È percorribile lungo il segnavia 38 che porta alla località Foppe di Sotto e poi alle Foppe di Sopra dove si trovano il Rifugio Prandini e il Rifugio Gheza.
All'interno della valle ha sede il sito di interesse comunitario le Torbiere di Val Braone.